# 纽约时报报道温家宝家族财富事件

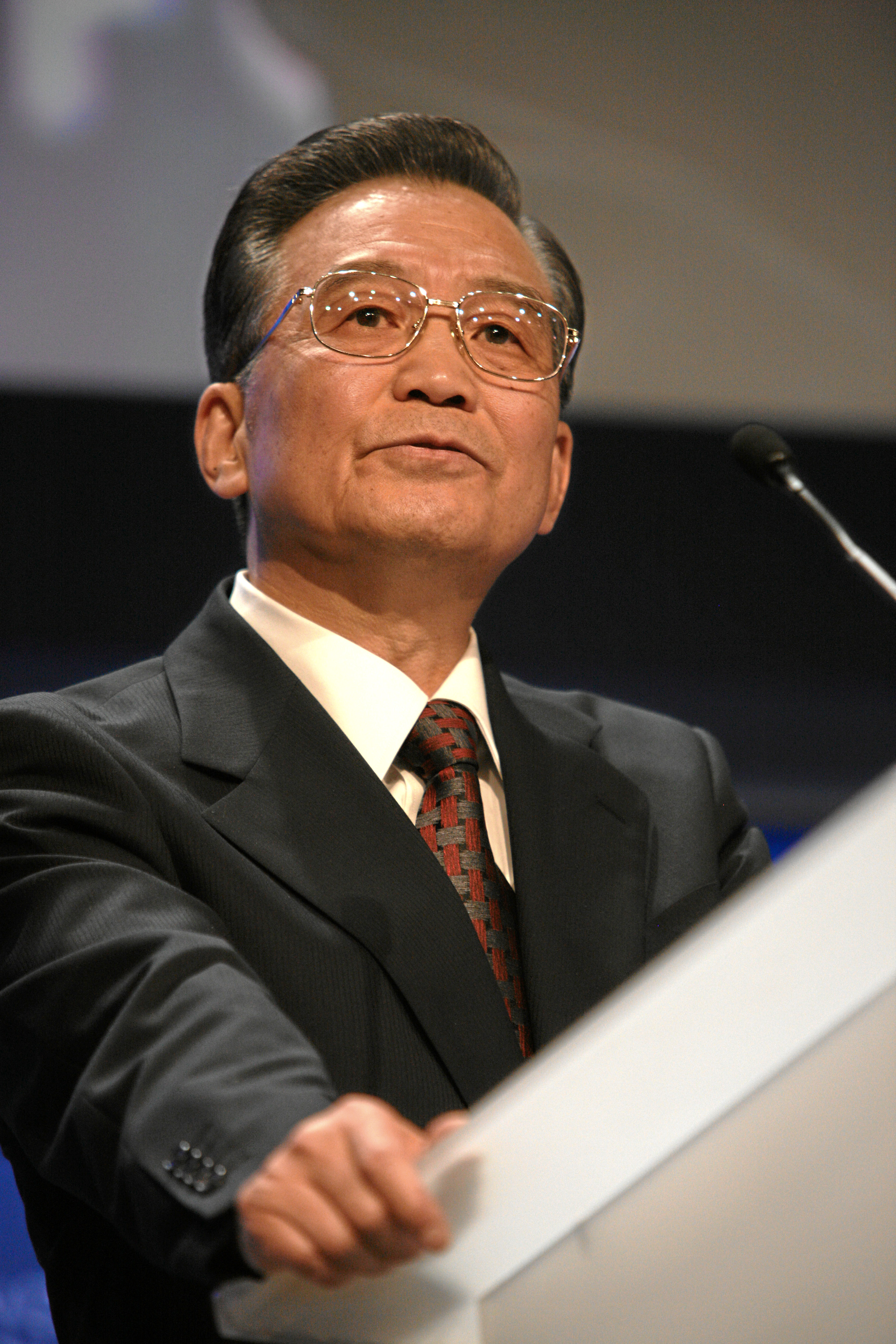
前中華人民共和國國務院總理温家宝

《纽约时报》报道温家宝家族财富事件，或称为：“温家宝家族财富被曝光事件”和“温家宝家族贪腐”，美国《纽约时报》以该报驻上海首席记者张大卫（David Barboza）调查整理的事实资料为依据，于2012年10月25日大篇幅发布了关于时任中华人民共和国国务院总理温家宝的家族成员在温家宝担任领导岗位期间，借机贪污了至少27亿美元（约合170亿元人民币）巨额财富的相关报道，并引发各界轰动的事件。在报道发出前，中华人民共和国驻美大使张业遂曾试图阻止《纽约时报》发出这篇报道。报道发出后，在港台以及海外媒体被广泛讨论。2013年4月15日，这篇深入揭露温家宝家族敛财的深入报道获得2013年度普利策新闻奖的国际报道奖。

## 家族财富
《纽约时报》在报道中称，他们调查的公司与监管记录的时间跨度为1992年到2012年。虽然温家宝本人名下没有任何财产，但包括温家宝的母亲、老婆、子女、弟弟和内弟在温家宝执政期间特别是1998年之后变得非常富有。文章称温家宝家族的亲友和同事是大陆平安保险公司的合伙人，在2007年控制的资产总价值达22亿美元（约为139亿元人民币），温家宝90岁的母亲在平安投资的股份在2007年就高达1.2亿美元。温家宝家族还拥有北京一个别墅开发项目的控股公司以及华北一个轮胎厂。他们的公司曾参与包括鸟巢在内的2008年北京奥运会的建设项目。调查结果还显示，温家宝家族的名字都掩藏在复杂的多层朋友或商业伙伴与远亲的合伙企业和投资载体背后。
《纽约时报》的报道披露，平安保险党委书记、董事长马明哲在平安保险公司分业经营改革、私有化和上市的过程中，曾“游说”温家宝和时任大陆央行行长的戴相龙。 温家宝和戴相龙家族在平安保险公司上市前夜，从原国有股东招商局和中远集团等处廉价购得股份。平安随即发表声明，斥有关报道严重失实，对平安造成严重伤害，会采取恰当的法律行动追讨造成的损坏和不良影响。《纽约时报》於其後亦刊登了有關聲明,《明报》和《星岛日报》 等媒体 大幅报道了平安的澄清声明。
温家宝的妻子张培莉在温家宝入驻中南海后成为中国珠宝产业标准的制定者，她协助建立了中国珠宝行业最权威的两个机构：位于北京的国家珠宝检测中心和位于上海的钻石交易所。在1998年温家宝升任为副总理之后，他的妻子开始协助亲友创办企业，虽然张培莉从来不是直接的股东，但她的亲属却在她协助创办的公司中拥有股份。
温家宝的儿子温云松涉足的投资领域非常广泛，获利颇丰。温云松在2000年成立了提供互联网数据服务的优创科技公司，启动资金为500万美元，资金来源于亲戚和他母亲的同事以及香港富豪郑裕彤身边的一个人。优创科技公司的早期客户来自中国国有证券公司和平安保险。2005年温云松进军私募股权行业，建立了新天域资本公司，公司在生物科技、太阳能、风能和建筑设备制造领域投资，2010年，新天域收购了香港一家公司9%的股权，香港证交所裁定这笔投资违反规定，强迫新天域退回股权，但新天域还是从中获利4650万美元。 文章称中国移动还与他合作成立了新公司，温云松和妻子还持有珠宝公司、网络公司以及动画公司的股份，并通过非直接的方式持有联动优势科技有限公司的股份。
温家宝的弟弟温家宏的公司曾多次拿下包括中国一些大城市进行废水和医疗垃圾的处理在内由政府拨款以及补贴的工程项目，国家曾为这些项目投资3000多万美元。温家宏的公司以及旗下的分公司控制着大约2亿美元的资产。

## 事件反应

### 温家宝家人
香港的《明報》、《星島日報》和《南華早報》在2012年10月27日深夜十一点前收到了一份声称是北京兩名律師代表「溫家寶家人」發出「六點聲明」的传真，这两名律师分别是君合律師事務所的律師白濤和國浩律師事務所（北京）的律師王衛東。这六点声明是：
1. 纽约时报报道的温家宝家人的隐秘财产是不存在的；
2. 温家宝家人的经营活动均合法；
3. 温家宝的母亲除了退休金没有其他收入和财产；
4. 温家宝从来没有在家人的经营活动中起过作用和影响；
5. 温家宝的其他亲属，包括亲属的朋友、同事的一切经营活动由他们本人负责；
6. 对纽时的不实报道，保留追究法律责任的权利。

另据，香港《南华早报》报道，温家宝要求中共中央对其家族经济状况展开内部调查。这些媒体还称，温家宝希望能够借此调查自己财产机会要求中共开始实施长期未能实现的高层领导人财产公开化政策。

### 中共內部
據香港《南华早报》报道，中共黨內一些不喜欢温家宝自由开放姿态的保守派元老要求温家宝详细解释《纽约时报》的指控，尤其围绕着平安股份问题。這些保守派元老对海外某些揭露中共党内高层领导人丑闻的中文网站总是站出来替温家宝说话感到不满。

### 中国官方
《纽约时报》的文章发出后，该报的中文和英文版的网站在中国大陆全部被封锁。英国广播公司的电视频道在北京的信号突然中断，节目遭到屏蔽。中国外交部发言人洪磊在10月26日批评了《纽约时报》的相关报道，称这种报道是“抹黑中国，别有用心，有着不可告人的目的。“对《纽约时报》的相关网站采取的屏蔽措施“符合法律和法规”。10月29日，中国外交部发言人洪磊又说：“世界上总有些声音不希望看到中国发展强大，他们别具用心抹黑中国和中国领导人，借此散布不稳定的讯息。”

### 中国民间
英国广播公司的记者避开关键词屏蔽，通过搜索27亿来了解中国网民对《纽约时报》关于温家宝家族财富报道的评论。在BBC中文网所摘录的评论中对温家宝多持嘲讽态度，也有中国网民认为，这种报道会对温家宝多年来在公众中低调、正派的形象带来负面影响。中国凯迪社区在讨论时则称这样的报道后面有中国派系斗争的背景，是中国毛左派通过收买境外媒体，在十八大关键时刻打击中共内部改革派温家宝，让新改革派进不了十八大领导层，从而阻止中国的进一步改革开放。《纽约时报》则反驳了社会上流传的阴谋论，负责报道的记者张大卫说，没有中共内部人士给他提供情报，在一年前，他就开始调查温家宝家族财富。多位中国新闻记者对德国之声表示，这篇报道花了许多心思，尽到了媒体的责任。也有中国的记者说中国媒体圈普遍认同这篇报道，还有中国的记者表示，假如中国的媒体拥有新闻自由，这篇报道会做得更加深入细致。两名中国律师代表“温家宝家人”发表声明后，有中国网民呼吁温家宝公开个人财产。一些人称温家宝是“影帝”。

### 其他人士
民運人士前中新社记者高瑜说，其实这种报道不会令许多人感到意外，因为关于温家宝家族经商谋利的材料已经在各种媒体上和民间坊间隐隐约约陆陆续续流传了很久。至于今日纽约时报的重磅揭露无论报道动机是什么，利用海外媒体曝光高层财富内幕有积极作用，有利于政治公开，有利于中国的政治改革。
前中共總书记赵紫阳秘书鲍彤希望温家宝能出来澄清事实，他希望有关传言是假的，或者说明自己家族的财富是正大光明所得。鲍彤还为温家宝辩护说中国的制度是一个腐败的制度，不论哪个中国高官腐败他都不感到奇怪。他还说如果自己还在那个体制做官，自己肯定是个腐败的人。
对于两名律师代表温家宝家人发表的声明，北京大学法学院教授贺卫方表示，这份声明只是表露出一个姿态，意在向中国公众传递《纽约时报》报道不实的信息，温家宝家人应该不会采取实质的法律行动，因为那样会使事件越闹越大。
中国战略分析杂志社社长李伟东則对纽约时报此次报道不滿：「我实在不懂，为何当年温家宝高喊政治改革、反思文革和抵制重庆薄都督时，纽约时报出来揭发温家宝贪腐，余杰把温打成“影帝”，直到把温搞臭。在漫天的口水中，把中共党内不多的一个具有人文情怀和普世价值观的领导人，淹没在污名之中。」。

## 後續事件
紐約時報2013年11月13日報導，投資銀行摩根大通自2006至2008年間共支付一百八十萬美元給時任中國國務院總理溫家寶的獨生女溫如春、化名常莉莉（Lily Chang，譯音）所經營的富怡（Fullmark）顧問有限公司，以換取中國市場利益，違反美國「海外反腐敗法」遭到當局調查。
美国之音和旅美学者何清涟的调查研究发现，2014年从六月底到七月初，近两年前的旧闻《总理家人的隐秘财富》连续十天占据《纽约时报中文网》的热门文章之首。不仅如此，2014年7月2日当天，纽时10篇热文中竟有6篇是与温家财富相关的报道。何清莲在美国之音里面分析，关于温家宝家族以及前中国央行行长戴相龙家族在平安保险公司里面的股份，这些消息很有可能是平安保险公司内部有意向媒体爆料。
美国明镜出版集团外参出版社2014年出版的《下一个是温家宝》，里面部分章节对“纽约时报报道温家宝家族财富事件”进行了相对客观和全面的调查研究。
国际调查记者同盟（The International Consortium of Investigative Journalists）的网站在2014年1月21日发布文章披露了多名中国党和国家领导人的亲属在加勒比海地区开设离岸公司，内容不但涉及到了温家宝的家族，还提到了习近平、李鹏、胡锦涛及邓小平的家族。
自《纽约时报》的报道于2012年刊发后。曾担任平安保险监事的戴相龙女婿车峰（2006年-2009年），以及曾担任平安保险监事的段伟红（2003年—2009年），均传出在大陆被羁押和调查。海外亦曾流传中央设立“一号专案”，调查《纽约时报》的报道主角温家宝。